# تپه بابایرغان
تپه بابایرغان مربوط به دوره سلجوقی - دوره تیموری است و در شهرستان درگز، ۲۰۰ متری جنوب‌غربی روستای کاهو واقع شده و این اثر در تاریخ ۲۴ مرداد ۱۳۸۵ با شمارهٔ ثبت ۱۵۸۸۲ به‌عنوان یکی از آثار ملی ایران به ثبت رسیده‌است.